# Vědní obor
Vědní obor též vědecká disciplína je teoreticky a empiricky odůvodněná, historicky vzniklá, poměrně stálá strukturní jednotka vědy. Je součástí vědy v obecném smyslu, charakterizovaný specifickým předmětem a metodou bádání.
Vědní obor je vyvíjející se systém vědeckých poznatků o určité oblasti skutečnosti a zároveň i základní forma organizace vědecké práce. Ve vědním oboru se formuje předmětná a metodologická jednota výzkumu v dané oblasti vědeckého bádání.

## Definice vědního oboru
Za samostatný vědní obor lze disciplínu považovat v případě, že splňuje tyto základní podmínky:
1. má specifický objekt zkoumání
2. má vyvinuté specifické metody a techniky své práce
3. má vytvořenou vlastní terminologii a přesně vymezené pojmy
4. používá jazyk, který je vlastní zkoumané vědě
5. je charakterizována určitou svou filozofií
6. má vztah k jiným vědním disciplínám definovaný přesnými relacemi, vyjádřenými matematickými, fyzikálními a jinými pojmy nebo funkcemi
7. má vlastní studijní obor vytvořený a rozvíjený na univerzitách a ve vědeckých ústavech